# Ralph M. DeLacy
Ralph M. DeLacy, de son vrai nom Ralph Merling DeLacy, est un directeur artistique et un décorateur américain né le 11 juillet 1886 à San José (Californie) et mort le 20 juin 1978 dans le Comté de Santa Cruz (Californie).
Il est parfois crédité sous les noms suivants : Ralph LeLacy, Ralph DeLacey, Ralph M. De Lacy, Ralph De Lacy, Ralph De Lacey, Ralph DeLacy.

## Filmographie partielle

### comme directeur artistique
- 1921 : A Connecticut Yankee in King Arthur's Court de Emmett J. Flynn
- 1931 : Docteur Karlov (Drums of Jeopardy) de George B. Seitz
- 1932 : Dynamite Ranch de Forrest Sheldon
- 1932 : Texas Gun Fighter de Phil Rosen
- 1933 : Her Secret de Warren Millais
- 1933 : Big Time or Bust de Sam Newfield
- 1933 : Deluge de Felix E. Feist
- 1933 : The Big Brain de George Archainbaud
- 1933 : The Important Witness de Sam Newfield
- 1935 : The Fighting Marines de B. Reeves Eason et Joseph Kane
- 1935 : Thunder Mountain (en) de David Howard
- 1936 : Ace Drummond de Ford Beebe et Clifford Smith
- 1936 : The Phantom Rider de Ray Taylor
- 1937 : Aventures de Richard le téméraire de Ford Beebe et Wyndham Gittens
- 1937 : Radio Patrol de Ford Beebe et Clifford Smith
- 1937 : Westbound Limited de Ford Beebe
- 1937 : Wild West Days (en) de Ford Beebe et Clifford Smith
- 1937 : Secret Agent X-9 de Ford Beebe et Clifford Smith
- 1937 : Jungle Jim de Ford Beebe et Clifford Smith
- 1938 : Trouble at Midnight de Ford Beebe
- 1938 : Red Barry de Ford Beebe et Alan James
- 1938 : Flaming Frontiers (en) de Alan James et Ray Taylor
- 1938 : Young Fugitives de John Rawlins
- 1938 : Les Nouvelles Aventures de Flash Gordon de Ford Beebe et Robert F. Hill
- 1939 : The Phantom Creeps de Ford Beebe et Saul A. Goodkind
- 1939 : The Oregon Trail (en) de Ford Beebe et Saul A. Goodkind
- 1939 : Buck Rogers de Ford Beebe et Saul A. Goodkind
- 1940 : The Green Hornet Strikes Again! de Ford Beebe et John Rawlins
- 1940 : Junior G-Men de Ford Beebe et John Rawlins
- 1940 : Honeymoon Deferred (en) de Lew Landers
- 1941 : Sea Raiders de Ford Beebe et John Rawlins
- 1941 : The Kid from Kansas de William Nigh
- 1941 : Les Justiciers du désert de Ford Beebe et Ray Taylor
- 1941 : Mutiny in the Arctic de John Rawlins
- 1941 : Sky Raiders de Ford Beebe et Ray Taylor
- 1942 : Gang Busters de Noel M. Smith et Ray Taylor
- 1942 : La Fièvre de l'or d'Erle C. Kenton
- 1943 : Calling Dr. Death de Reginald Le Borg
- 1943 : She's for Me de Reginald Le Borg
- 1943 : You're a Lucky Fellow, Mr. Smith de Felix E. Feist
- 1943 : The Strange Death of Adolf Hitler de James P. Hogan
- 1943 : Les aventures de quatre élèves pilotes de Lewis D. Collins et Ray Taylor
- 1943 : Frontier Badmen (en) de Ford Beebe et William C. McGann
- 1943 : The Lone Star Trail (en) de Ray Taylor
- 1943 : Toute seule (All by Myself) de Felix E. Feist
- 1943 : La Femme gorille de Edward Dmytryk
- 1943 : Cowboy in Manhattan de Frank Woodruff
- 1943 : Cheyenne Roundup de Ray Taylor
- 1943 : Don Winslow of the Coast Guard de Lewis D. Collins et Ray Taylor
- 1943 : Follow the Band de Jean Yarbrough
- 1943 : He's My Guy de Edward F. Cline
- 1943 : Keep 'Em Slugging (en) de Christy Cabanne
- 1943 : Hi'ya, Chum (en) de Harold Young
- 1944 : La Griffe sanglante de Roy William Neill
- 1944 : Pardon My Rhythm de Felix E. Feist
- 1944 : The Great Alaskan Mystery de Lewis D. Collins et Ray Taylor
- 1944 : Hi, Good Lookin'! de Edward C. Lilley
- 1944 : Weekend Pass de Jean Yarbrough
- 1944 : Chip Off the Old Block de Charles Lamont

### comme décorateur
- 1930 : Fighting Thru; or, California in 1878 de William Nigh
- 1930 : The Third Alarm de Emory Johnson
- 1930 : Under Montana Skies de Richard Thorpe
- 1930 : The Thoroughbred de Richard Thorpe
- 1930 : Wings of Adventure de Richard Thorpe
- 1931 : The Pocatello Kid de Phil Rosen
- 1931 : Murder at Midnight de Frank R. Strayer
- 1931 : Justiciers du Texas (Alias the Bad Man) de Phil Rosen
- 1932 : Tombstone Canyon (en) d'Alan James
- 1932 : The Death Kiss de Edwin L. Marin
- 1932 : Between Fighting Men de Forrest Sheldon
- 1932 : Those We Love (en) de Robert Florey
- 1932 : Révolte à Sing Sing de Samuel Bischoff
- 1932 : Whistlin' Dan de Phil Rosen
- 1932 : Hell-Fire Austin de Forrest Sheldon
- 1932 : The Sunset Trail de B. Reeves Eason
- 1933 : Fargo Express de Alan James
- 1933 : A Study in Scarlet de Edwin L. Marin
- 1933 : The Lone Avenger de Alan James
- 1934 : The Fighting Trooper de Ray Taylor